# Adam Nawałka
Adam Nawałka (Cracovia, 23 ottobre 1957) è un allenatore di calcio ed ex calciatore polacco, di ruolo centrocampista.

## Carriera
Ha disputato la sua breve carriera nel Wisła Kraków, solo 11 anni di attività, ritirandosi dal calcio professionistico nel 1985 a 28 anni di età. 
Con la Nazionale polacca ha preso parte al Mondiale 1978 ma già nel 1980 è uscito definitivamente dal giro dei convocati.

## Statistiche

### Cronologia presenze e reti in Nazionale
| Cronologia completa delle presenze e delle reti in nazionale ― Polonia | Cronologia completa delle presenze e delle reti in nazionale ― Polonia | Cronologia completa delle presenze e delle reti in nazionale ― Polonia | Cronologia completa delle presenze e delle reti in nazionale ― Polonia | Cronologia completa delle presenze e delle reti in nazionale ― Polonia | Cronologia completa delle presenze e delle reti in nazionale ― Polonia | Cronologia completa delle presenze e delle reti in nazionale ― Polonia | Cronologia completa delle presenze e delle reti in nazionale ― Polonia |
| Data                                                                   | Città                                                                  | In casa                                                                | Risultato                                                              | Ospiti                                                                 | Competizione                                                           | Reti                                                                   | Note                                                                   |
| ---------------------------------------------------------------------- | ---------------------------------------------------------------------- | ---------------------------------------------------------------------- | ---------------------------------------------------------------------- | ---------------------------------------------------------------------- | ---------------------------------------------------------------------- | ---------------------------------------------------------------------- | ---------------------------------------------------------------------- |
| 13-4-1977                                                              | Budapest                                                               | Ungheria                                                               | 2 – 1                                                                  | Polonia                                                                | Amichevole                                                             | 1                                                                      | 46’ 65’                                                                |
| 15-5-1977                                                              | Limassol                                                               | Cipro                                                                  | 1 – 3                                                                  | Polonia                                                                | Qual. Mondiali 1978                                                    | -                                                                      | 88’                                                                    |
| 15-5-1977                                                              | Buenos Aires                                                           | Argentina                                                              | 3 – 1                                                                  | Polonia                                                                | Amichevole                                                             | -                                                                      | 44’                                                                    |
| 10-6-1977                                                              | Lima                                                                   | Perù                                                                   | 1 – 3                                                                  | Polonia                                                                | Amichevole                                                             | -                                                                      |                                                                        |
| 19-6-1977                                                              | San Paolo                                                              | Brasile                                                                | 3 – 1                                                                  | Polonia                                                                | Amichevole                                                             | -                                                                      |                                                                        |
| 7-9-1977                                                               | Volgograd                                                              | Unione Sovietica                                                       | 4 – 1                                                                  | Polonia                                                                | Amichevole                                                             | -                                                                      |                                                                        |
| 21-9-1977                                                              | Chorzów                                                                | Polonia                                                                | 4 – 1                                                                  | Danimarca                                                              | Qual. Mondiali 1978                                                    | -                                                                      | 87’                                                                    |
| 29-10-1977                                                             | Chorzów                                                                | Polonia                                                                | 1 – 1                                                                  | Portogallo                                                             | Qual. Mondiali 1978                                                    | -                                                                      |                                                                        |
| 5-4-1978                                                               | Poznań                                                                 | Polonia                                                                | 5 – 2                                                                  | Grecia                                                                 | Amichevole                                                             | -                                                                      |                                                                        |
| 12-4-1978                                                              | Łódź                                                                   | Polonia                                                                | 3 – 0                                                                  | Irlanda                                                                | Amichevole                                                             | -                                                                      | ?’ 72’                                                                 |
| 26-4-1978                                                              | Varsavia                                                               | Polonia                                                                | 1 – 0                                                                  | Bulgaria                                                               | Amichevole                                                             | -                                                                      |                                                                        |
| 1-6-1978                                                               | Buenos Aires                                                           | Germania Ovest                                                         | 0 – 0                                                                  | Polonia                                                                | Mondiali 1978 - 1º turno                                               | -                                                                      |                                                                        |
| 6-6-1978                                                               | Rosario                                                                | Polonia                                                                | 1 – 0                                                                  | Tunisia                                                                | Mondiali 1978 - 1º turno                                               | -                                                                      |                                                                        |
| 14-6-1978                                                              | Rosario                                                                | Argentina                                                              | 2 – 0                                                                  | Polonia                                                                | Mondiali 1978 - 2º turno                                               | -                                                                      |                                                                        |
| 18-6-1978                                                              | Mendoza                                                                | Perù                                                                   | 0 – 1                                                                  | Polonia                                                                | Mondiali 1978 - 2º turno                                               | -                                                                      |                                                                        |
| 21-6-1978                                                              | Mendoza                                                                | Polonia                                                                | 1 – 3                                                                  | Brasile                                                                | Mondiali 1978 - 2º turno                                               | -                                                                      |                                                                        |
| 15-11-1978                                                             | Breslavia                                                              | Polonia                                                                | 2 – 0                                                                  | Svizzera                                                               | Qual. Euro 1980                                                        | -                                                                      |                                                                        |
| 4-4-1979                                                               | Chorzów                                                                | Polonia                                                                | 1 – 1                                                                  | Ungheria                                                               | Amichevole                                                             | -                                                                      |                                                                        |
| 18-4-1979                                                              | Lipsia                                                                 | Germania Est                                                           | 2 – 1                                                                  | Polonia                                                                | Qual. Euro 1980                                                        | -                                                                      |                                                                        |
| 2-5-1979                                                               | Chorzów                                                                | Polonia                                                                | 2 – 0                                                                  | Paesi Bassi                                                            | Qual. Euro 1980                                                        | -                                                                      |                                                                        |
| 19-8-1979                                                              | Słupsk                                                                 | Polonia                                                                | 5 – 0                                                                  | Libia                                                                  | Amichevole                                                             | -                                                                      | 46’                                                                    |
| 12-9-1979                                                              | Losanna                                                                | Svizzera                                                               | 0 – 2                                                                  | Polonia                                                                | Qual. Euro 1980                                                        | -                                                                      |                                                                        |
| 26-9-1979                                                              | Chorzów                                                                | Polonia                                                                | 1 – 1                                                                  | Germania Est                                                           | Qual. Euro 1980                                                        | -                                                                      | 74’                                                                    |
| 10-10-1979                                                             | Cracovia                                                               | Polonia                                                                | 2 – 0                                                                  | Islanda                                                                | Qual. Euro 1980                                                        | -                                                                      |                                                                        |
| 17-10-1979                                                             | Amsterdam                                                              | Paesi Bassi                                                            | 1 – 1                                                                  | Polonia                                                                | Qual. Euro 1980                                                        | -                                                                      |                                                                        |
| 17-2-1980                                                              | Marrakesh                                                              | Marocco                                                                | 1 – 0                                                                  | Polonia                                                                | Amichevole                                                             | -                                                                      | 56’                                                                    |
| 27-2-1980                                                              | Baghdad                                                                | Iraq                                                                   | 1 – 1                                                                  | Polonia                                                                | Amichevole                                                             | -                                                                      |                                                                        |
| 29-2-1980                                                              | Baghdad                                                                | Iraq                                                                   | 1 – 0                                                                  | Polonia                                                                | Amichevole                                                             | -                                                                      | 46’                                                                    |
| 19-4-1980                                                              | Torino                                                                 | Italia                                                                 | 2 – 2                                                                  | Polonia                                                                | Amichevole                                                             | -                                                                      | 89’                                                                    |
| 26-4-1980                                                              | Borovo                                                                 | Jugoslavia                                                             | 2 – 1                                                                  | Polonia                                                                | Amichevole                                                             | -                                                                      |                                                                        |
| 13-5-1980                                                              | Francoforte sul Meno                                                   | Germania Ovest                                                         | 3 – 1                                                                  | Polonia                                                                | Amichevole                                                             | -                                                                      | 68’                                                                    |
| 28-5-1980                                                              | Poznań                                                                 | Polonia                                                                | 1 – 0                                                                  | Scozia                                                                 | Amichevole                                                             | -                                                                      |                                                                        |
| 29-6-1980                                                              | San Paolo                                                              | Brasile                                                                | 1 – 1                                                                  | Polonia                                                                | Amichevole                                                             | -                                                                      | 78’                                                                    |
| 9-7-1980                                                               | Bogotà                                                                 | Colombia                                                               | 1 – 4                                                                  | Polonia                                                                | Amichevole                                                             | -                                                                      |                                                                        |
| Totale                                                                 |                                                                        | Presenze                                                               | 34                                                                     |                                                                        | Reti                                                                   | 1                                                                      |                                                                        |

## Palmarès

### Giocatore

#### Competizioni nazionali
- Campionato polacco: 1

Wisla Cracovia: 1977-1978